# Bosbuffel
De bosbuffel of woudbuffel (Syncerus caffer nanus) is een ondersoort van de kafferbuffel.

## Kenmerken
Deze ondersoort is typisch kleiner met hoorns die achterwaarts en opwaarts krullen. Het gewicht ligt gewoonlijk tussen 250–320 kilogram. Het dier heeft een roodachtig bruine vacht. Een bosbuffel kan over korte afstanden een snelheid van 60 kilometer per uur halen.

## Leefwijze
Zijn voedsel bestaat voornamelijk uit grassen, twijgen en jonge scheuten.

## Predatie
Deze buffel is een menselijke jachtprooi vanwege het vlees en de hoorns. Daarnaast is het luipaard de voornaamste predator.

## Verspreiding
De bosbuffel komt voor in de evenaarswouden van Centraal-Afrika (Angola, de Centraal-Afrikaanse Republiek, Congo-Brazzaville, Congo DR, Equatoriaal-Guinea, Gabon en Kameroen) en in verspreide kleine populaties in West-Afrika.